# Luca de la Torre
Lucas Daniel „Luca“ de la Torre (* 23. Mai 1998 in San Diego, Kalifornien) ist ein US-amerikanisch-spanischer Fußballspieler. Der zentrale Mittelfeldspieler steht seit 2022 bei Celta Vigo unter Vertrag.

## Karriere

### Verein
De la Torre begann seine Karriere in den Jugendabteilungen von San Diego Nomads und San Diego Surf. 2013 wechselte er nach England in den Jugendbereich des FC Fulham. 2016 kam der Spieler erstmals für die A-Mannschaft zum Einsatz – er debütierte im EFL Cup gegen Leyton Orient. In der Liga schaffte er es in der Saison 2016/17 einmal in den Spieltagskader. In der darauffolgenden Spielzeit folgte am 14. Spieltag seine erste Partie in der EFL Championship. Die folgenden zwei Monate kam er sporadisch zu Kurzeinsätzen. Am Ende der Saison stieg er mit seiner Mannschaft in die Premier League auf. Die erste Saison in Englands höchster Liga verbrachte der gebürtige US-Amerikaner, abgesehen von einer Spieltagsnominierung am letzten Spieltag, auf der Tribüne. Am Ende der Spielzeit stand der Abstieg in die zweite Liga fest. Dort kam er 2019/20 zu zwei Einwechslungen in der Liga. Aufgrund seiner äußerst geringen Einsatzzeit schloss er sich im August 2020 Heracles Almelo an. Dort war er unmittelbar als Stammspieler gesetzt – von 34 Ligaspielen absolvierte er 32. In der Saison 2021/22 stand am Ende dieselbe Spielzahl zu Buche. Nachdem die abschließenden Playoff-Runden verloren gingen, stieg die Mannschaft in die Eerste Divisie ab und der Spieler entschloss sich zum Wechsel zu Celta Vigo. In Spanien begann die erste Spielzeit für ihn als Ergänzungsspieler mit Einwechslungen in der zweiten Hälfte der zweiten Halbzeit.
Ende Januar 2025 wechselte de la Torre in die Major League Soccer zum San Diego FC.

### Nationalmannschaft
De la Torre absolvierte seine ersten Nationalmannschaftsspiele mit der US-amerikanischen U17 im Jahr 2013. Zwei Jahre später nahm er mit der U17 an der WM in Chile teil, wo sie als Gruppenletzte ausschieden. Nach weiteren Spielen mit der U19, war er 2017 mit der U20 Teilnehmer der Weltmeisterschaft in Südkorea. Im Juni 2018 debütierte der Mittelfeldspieler für die A-Mannschaft im Rahmen eines Freundschaftsspiels gegen Irland. Auf die nächste Nominierung musste er beinahe drei Jahre warten. Im November 2022 wurde der Spieler für den US-amerikanischen Kader für die WM im selben Jahr in Katar nominiert.